# 시부야 스크램블 교차점

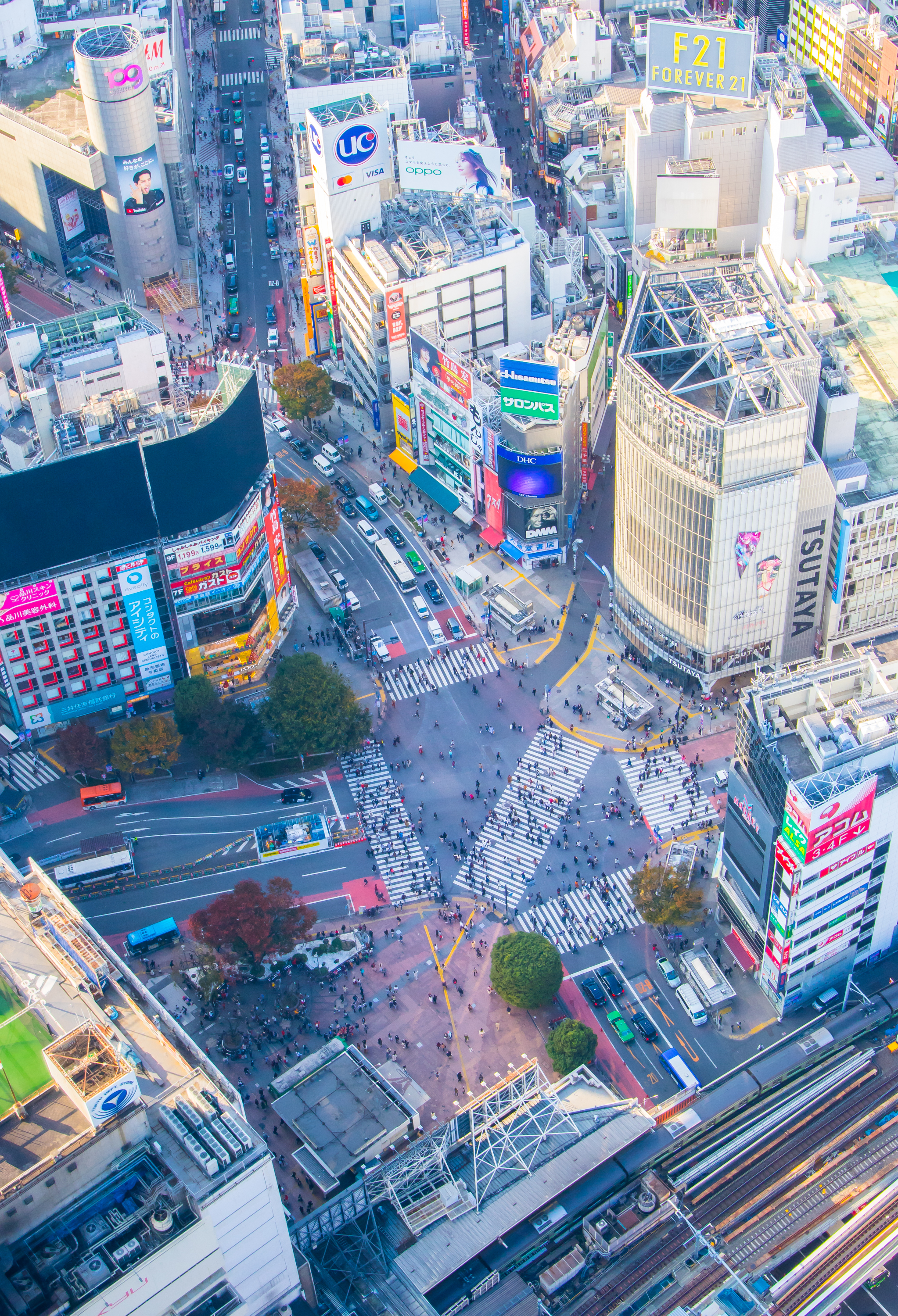
시부야 스크램블 교차점의 전경

시부야 스크램블 교차점(일본어: 渋谷スクランブル交差点 しぶやスクランブルこうさてん[*])은 일본 도쿄도 시부야구 시부야에 소재한 시부야역의 북서쪽 옆에 있는 대각선 횡단보도이다. 정식 명칭은 시부야 역전 교차점(일본어: 渋谷駅前交差点)이다. 이 교차점은 도쿄의 번화가 지역이며 유행의 발신지로, 시부야에서 가장 사람이 많이 왕래하는 장소이다. 또한, 일본의 도시 풍경을 상징하는 존재로, "세계에서 가장 유명한 교차점"이라고도 한다.
시부야 역과 교차로 사이의 광장에는 충견 하치코 상이 있는데, 약속 장소로 이름난 명소라 항상 사람이 많다. 반대로 시부야 역 남서쪽에는 '모야이 상' (モヤイ像)이라는 이름의 또다른 약속장소가 있다. 모야이상은 모아이상을 본뜬 것으로 니지마섬 사람들이 지난 1980년 시부야 측에 전달한 석상이다.
교차로 주변에는 대형 스크린이 세 군데 설치되어 있으며 광고판도 밀집해 있다. 역 건너 시부야 스크램블을 한눈에 내려다볼 수 있는 QFRONT 빌딩의 스타벅스 시부야점은 일본은 물론 세계에서 가장 붐비는 점포 중 하나이기도 하다. 차량과 보행 통행량이 엄청나고 수많은 광고판이 밀집해 있다는 점에서 미국 뉴욕의 타임스퀘어와 비견되기도 한다. 줄리언 워럴 건축학 교수는 시부야 교차로가 "별다른 노력 없이도 도쿄가 얼마나 대단한 도시인지를 보여주는 굉장한 예시"라고 말하기도 했다.
시부야 스크램블 교차로는 도쿄를 배경으로 한 영화와 드라마에서 자주 등장한다. 일본 국내의 작품은 물론 《사랑도 통역이 되나요?》, 《패스트 & 퓨리어스: 도쿄 드리프트》, 《레지던트 이블 4: 끝나지 않은 전쟁》과 《레지던트 이블 5: 최후의 심판》등의 할리우드 영화에서도 모습을 비춘 적이 있으며, 일본 국내 뉴스나 해외 뉴스 방송에서도 등장한다. 특히 위 영화에서 등장했던, 《사랑도 통역이 되나요?》에서는 걸어가는 공룡이 비춰지는 장면으로 나온 QFront 빌딩의 대형 스크린은 한동안 가동을 중지하고 고정 광고판으로 대체하기도 하였으나, 2013년 7월부로 가동을 재개하였다. 2016년 하계 올림픽의 폐막식에서는 차기 2020년 올림픽이 개최되는 도쿄를 홍보하는 영상의 주무대로 다뤄지기도 했다.
매년 12월 31일 자정을 기해, 많은 인파로 물렸지만, 2016년부터 2019년까지 코카콜라 스폰서로 후원했다가, 2020-21년부터 오프라인 행사를 열리지 않는 대형 스크린과 광고판을 꺼진 채, 별도 카운트다운을 외쳤다.